# Dzmitry Abasheu
Dzmitry Abasheu (en biélorusse : Дзмітрый Абашэў), né le 22 janvier 1991 à Goubakha, en RSFS de Russie, est un biathlète biélorusse.

## Carrière
Il est sélectionné dans l'équipe nationale pour l'IBU Cup en 2012.
Il fait ses débuts en Coupe du monde en janvier 2015 à Ruhpolding. Le mois suivant, il est convié aux Championnats du monde à Kontiolahti (dixième du relais notamment).
Après un podium en IBU Cup en janvier 2016 à Nové Město na Moravě, il marque ses premiers points en Coupe du monde au sprint de Canmore (29e). Il améliore ce résultat d'une place un an plus tard aux Championnats du monde à Hochfilzen, sur l'individuel.
Il participe à ses dernières courses internationales lors de la saison 2017-2018.

## Palmarès

### Championnats du monde
| Épreuve / Édition         | Individuel | Sprint | Poursuite | Départ en ligne | Relais | Relais mixte |
| Mondiaux 2015 Kontiolahti | 97e        | 70e    | —         | —               | 10e    | —            |
| Mondiaux 2017 Hochfilzen  | 28e        | —      | —         | —               | 19e    | —            |

Légende :

— : Abasheu n'a pas participé à cette épreuve

### Coupe du monde
- Meilleur classement général : 80e en 2017.
- Meilleur résultat individuel : 28e.

#### Différents classements en Coupe du monde
| Année     | Classement général final | Sprint | Poursuite | Individuel | Mass start |
| 2015-2016 | 87e                      | 78e    | -         | -          | -          |
| 2016-2017 | 80e                      | -      | 79e       | 50e        | -          |

### IBU Cup
- 1 podium.